# Lurup
Lurup, Hamburg-Lurup – dzielnica miasta Hamburg w Niemczech, w okręgu administracyjnym Altona. 
1 kwietnia 1938 na mocy ustawy o Wielkim Hamburgu włączony w granice miasta.